# Qingnian Shuiku
Qingnian Shuiku är en reservoar i Kina. Den ligger i provinsen Heilongjiang, i den nordöstra delen av landet, omkring 400 kilometer öster om provinshuvudstaden Harbin. Den sträcker sig 10,5 kilometer i nord-sydlig riktning, och 9,2 kilometer i öst-västlig riktning.
Genomsnittlig årsnederbörd är 758 millimeter. Den regnigaste månaden är juli, med i genomsnitt 163 mm nederbörd, och den torraste är januari, med 4 mm nederbörd.